# Ardisiandra sibthorpioides
Ardisiandra sibthorpioides är en viveväxtart som beskrevs av Joseph Dalton Hooker. Ardisiandra sibthorpioides ingår i släktet Ardisiandra och familjen viveväxter. Inga underarter finns listade i Catalogue of Life.